# Jake Wesley Rogers
Jake Wesley Rogers (ur. 19 grudnia 1996 w Springfield, Missouri) – amerykański piosenkarz i kompozytor. 

## Biografia
Rogers dorastał w Springfield w stanie Missouri. W wieku 6 lat nauczył się grać na gitarze, a w wieku 12 lat zaczął grać na pianinie i trenować głos. W piątej klasie zaczął występować w przedstawieniach teatralnych, a wkrótce potem zaczął pisać piosenki. W młodym wieku uczęszczał na koncerty takich artystów jak Lady Gaga i Nelly Furtado, które były dla niego formatywne jako dla artysty. Ujawnił się jako gej w szóstej klasie. Chociaż jego rodzina go wspierała, czuł, że musi ukrywać swoją orientację ze względu na nastawienie wobec osób LGBT panujące w jego mieście. 
Rogers przeniósł się do Nashville w wieku 18 lat, aby studiować pisanie piosenek na Uniwersytecie Belmont.  

### Kariera muzyczna
Rogers zaczął wydawać muzykę niezależnie w 2016 roku, co doprowadziło do wydania jego debiutanckiej EP-ki Evergreen w czerwcu 2017 roku. Po wydaniu kolejnych dwóch singli „Jacob from the Bible” i „Little Queen” odpowiednio w lutym i marcu 2019 roku, Rogers wydał swoją drugą EP-kę Spiritual w kwietniu 2019 roku, a następnie odbył europejską trasę koncertową i wystąpił w BBC Radio 4 jesienią tegoż roku. 
W listopadzie 2020 roku Rogers pojawił się na ścieżce dźwiękowej filmu Świąteczny szok, której producentem wykonawczym był Justin Tranter, wraz z wieloma innymi autorami piosenek i artystami LGBT. 
W maju 2021 roku ujawniono, że Rogers podpisał kontrakt z Warner Records za pośrednictwem wydawnictwa Tranter Facet Records. Wraz z tym ogłoszeniem wydał swój debiutancki singiel „Middle of Love”, napisany wspólnie z Tranterem i Erenem Cannatą. Była to pierwsza propozycja Rogersa z jego nowej, nadchodzącej w 2021 roku EP-ki. W czerwcu 2020 roku wydał swój kolejny singiel „Momentary”.  
Rogers miał również pojawić się na Panic! at the Disco's Viva Las Vengeance Tour we wrześniu i październiku 2022 w ramach występu otwierającego. 

## Dyskografia

### EP
| Tytuł     | Album                                                                           |
| --------- | ------------------------------------------------------------------------------- |
| Evergreen | - Data premiery: 16 czerwca 2017 - Wytwórnia: wydana samodzielnie               |
| Spiritual | - Data premiery: 5 kwietnia 2019 - Wytwórnia: wydana samodzielnie               |
| Pluto     | - Data premiery: 1 października 2021 - Wytwórnia: Facet Records/Warner Records  |
| LOVE      | - Data premiery: 21 października 2022 - Wytwórnia: Facet Records/Warner Records |

### Single
| Tytuł                   | Rok  | Album     |
| ----------------------- | ---- | --------- |
| „You Should Know”       | 2017 | Evergreen |
| „Jacob From the Bible”  | 2019 | Spiritual |
| „Little Queen”          | 2019 | Spiritual |
| „Middle of Love”        | 2021 | Pluto     |
| „Momentary”             | 2021 | Pluto     |
| „Weddings and Funerals” | 2021 | Pluto     |